# هانس-یواخیم آبل
هانس یواخیم آبل متولد ۲۵ ژوئن سال ۱۹۵۲ در شهر دوسلدورف آلمان است.که فوتبال خود را در فورتونا دوسلدورف آغاز کرد و در تیم های بوخوم و شالکه ۰۴ حضور داشته و ۷۰ گل در بوندسلیگا به ثمر رسانده که ۶۰ گل از ۷۰ گل را در تیم بوخوم به ثمر رسانده که برای این باشگاه یک رکورد است.